# Arbeitsgemeinschaft ehemaliger Offiziere

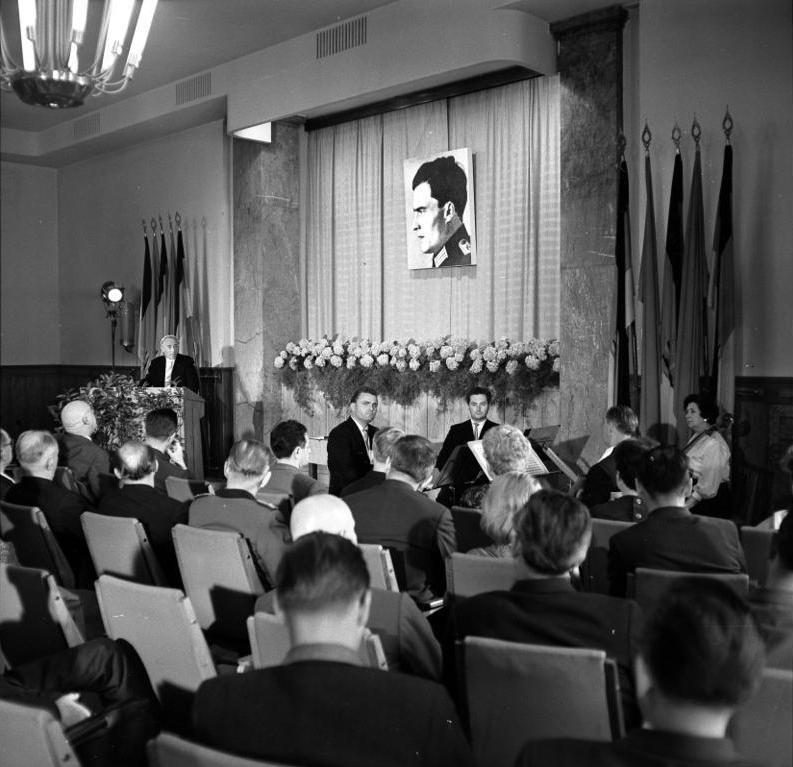
Gedenkveranstaltung der AeO und des Nationalrates zum 20. Jahrestag des Attentats auf Hitler

Die Arbeitsgemeinschaft ehemaliger Offiziere (AeO) war eine politische Organisation in der DDR. Sie wurde am 11. Januar 1958 von ehemaligen Offizieren des Nationalkomitees Freies Deutschland (NKFD) und des Bundes Deutscher Offiziere (BDO) auf Initiative des Politbüros der SED im Berliner Haus der Deutsch-Sowjetischen Freundschaft gegründet. Ihre propagandistische Hauptzielrichtung lag auf der Kritik an der Militärpolitik und Remilitarisierung der Bundesrepublik. Erster Vorsitzender war Otto Korfes, ein ehemaliger Generalmajor der deutschen Wehrmacht. Die Auflösung der Organisation erfolgte 1971.

## Geschichte
Am 15. Februar 1957 wurde die Gründung der Organisation vom Politbüro der SED geplant. Da es beabsichtigt war, alle höheren ehemaligen Offiziere der Wehrmacht aus der Nationalen Volksarmee (NVA) zu entlassen, sollten sie unter Kontrolle der DDR-Staatsmacht nur solange wichtige Spezial- und Kommandoaufgaben übernehmen, bis die notwendige Anzahl verlässlicher Führungskader ausgebildet worden war. Am 30. Juli 1957 stellte der Vorsitzende der Sicherheitskommission, Erich Honecker, dem Führungsgremium der SED die Beschlussvorlage vor, die entsprechende Ziele, Aufgaben und Richtlinien des Verbandes beschrieb. Die dort definierten Hauptaufgaben der Arbeitsgemeinschaft bestanden in der Bewahrung des Friedens, der Einstellung aller Versuche mit Kernwaffen und deren Verbot, der Verhinderung neuer Kriege, der nationalen Verständigung sowie in dem Anstreben der Konföderation beider deutscher Staaten. Daneben sollten historische Forschungen über bestimmte Probleme des Zweiten Weltkrieges veröffentlicht sowie die Rolle des Militärs im faschistischen deutschen Staat analysiert und aufgearbeitet werden. Durch die Förderung persönlicher Verbindungen mit ehemaligen Kameraden in Westdeutschland war eine ideologische Beeinflussung im Sinne der SED beabsichtigt. In der Beschlussvorlage wurde festgelegt, „eine Organisation ehemaliger Offiziere zu schaffen [...], die die Aufgabe hat, auf die ehemaligen Offiziere in Westdeutschland insbesondere auf die Offiziere der Bundesarmee einzuwirken.“
Der Aufbau der AeO begann mit der Auswahl von nicht der NVA angehörigen Personen, die die Statuten ausarbeiteten und die Gründungsversammlung vorbereiteten. Mit aus der NVA abgestellten Offizieren wurden im zweiten Schritt die hauptamtlichen Funktionen besetzt. Korfes war in der Beschlussvorlage bereits als Vorsitzender festgelegt worden. Die inoffizielle Führung wurde Wolf Stern anvertraut, der gleichzeitig Leiter des Instituts für Deutsche Militärgeschichte in Potsdam war. Die Parteiführung hielt ihn für diese Position als besonders geeignet, da er ab 1943 sieben Jahre lang als Mitarbeiter in der Hauptverwaltung für Kriegsgefangene des NKWD tätig war, viele hochrangige Offiziere persönlich kannte und als politisch zuverlässig galt. Zu den Gründungsmitgliedern gehörten 30 ehemalige Wehrmachtsoffiziere. Stellvertretende Vorsitzende der AeO waren:
- Luitpold Steidle (Gesundheitsminister der DDR, CDU)
- Bernt von Kügelgen (Chefredakteur, SED)
- Heinrich Homann (Stellvertretender Präsident der Volkskammer und stellvertretender NDPD-Vorsitzender)
- Kurt Schumann (Präsident des Obersten Gerichts der DDR, NDPD)

Neben Korfes befanden sich sechs weitere ehemalige Wehrmachtsgenerale im Vorstand:
- Rudolf Bamler
- Arthur Brandt
- Walter Freytag
- Kurt Hähling
- Wilhelm Kunze
- Martin Lattmann

Ihm gehörten insgesamt 18 Personen an. Die Mehrzahl der Mitglieder war Teilnehmer an der Schlacht von Stalingrad und alle waren zuvor im NKFD und BDO organisiert.

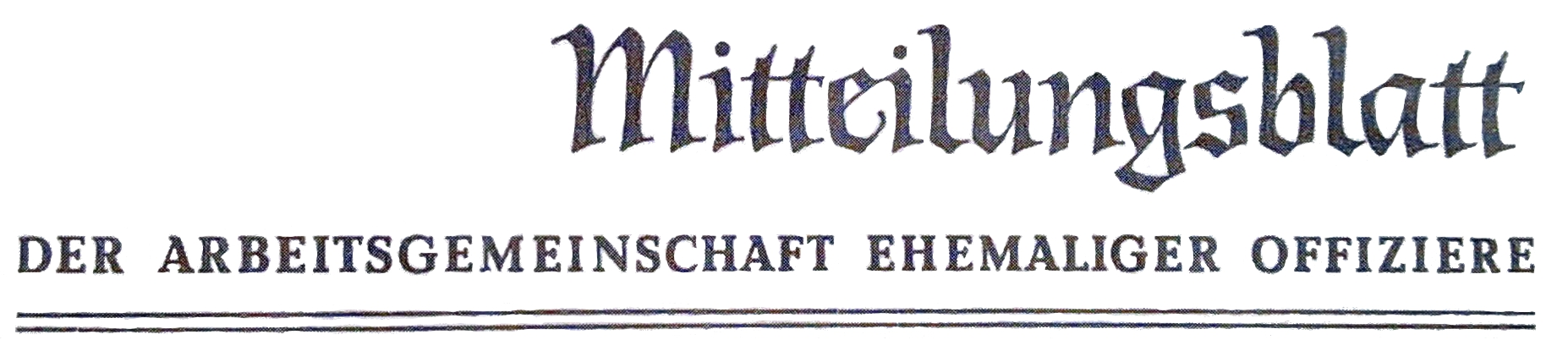
Zeitungskopf

Nach außen stellte sich die AeO als unabhängige Veteranenorganisation dar und ausdrücklich nicht als Traditionsverband. Die beabsichtigte Wirkung nach innen war, die früheren Wehrmachtsangehörigen unter Kontrolle zu halten und sie, die zum Aufbau der NVA benötigt worden waren, nun allmählich aus der NVA abzuziehen. Zur Tätigkeit der Organisation gehörten Vorträge zu militärpolitischen Themen vor Oberschülern, NVA-Angehörigen und Staatsfunktionären. Es gab Auftritte in Rundfunk- und Fernsehsendungen sowie auf Großveranstaltungen und Beiträge in Zeitungen und Zeitschriften. Die Gemeinschaft gab außerdem eine eigene Propagandazeitschrift, das „Mitteilungsblatt der AeO“, heraus, das in beiden deutschen Staaten verbreitet wurde. Es erreichte keine beachtlichen ideologischen Erfolge in Westdeutschland, sorgte aber für Diskussionen und ein gewisses Interesse an den veröffentlichten sachkundig aufgearbeiteten militärpolitischen Themen. Bis 1965 betrug die Auflage des Blattes 22.500 Exemplare. Die Kontaktaufnahmen zu westdeutschen Offizieren und ihren Organisationen stieß auf geringes Interesse, da die Mitglieder der AeO im Westen als Verräter und Handlanger Moskaus galten. Außerdem wurden Beziehungen durch das Ministerium für Staatssicherheit (MfS) gestört. Den Ehemaligen wurde misstraut, die Mitglieder überwacht. Die Einrichtung von Zweigstellen der AeO auf Kreis- und Bezirksebene wurde untersagt, da „die Gefahr [bestünde], dass durch diese Zweigstellen die ehemaligen, aus der Nationalen Volksarmee entlassenen faschistischen Offiziere organisiert werden und Interessenvertretung für diese Leute werden.“
Die im Statut der Arbeitsgemeinschaft festgelegten Ziele zur Förderung des gemeinsamen Dialoges traten im Laufe der Jahre in den Hintergrund und wichen der Feindbildprägung. Auf Anweisung des Sekretärs für Sicherheitsfragen wurden ehemalige Wehrmachtsgenerale, wie der erste Generalinspekteur der Bundeswehr General Heusinger oder der Oberkommandierende der NATO-Streitkräfte General Speidel kritisiert sowie ihre damalige maßgebliche Unterstützung der Politik Hitlers und ihr erneuter Einsatz in militärischen Spitzenpositionen.
Der Vorstand der AeO unterstützte den Bau der Berliner Mauer und die Niederschlagung des Prager Frühlings durch den Einmarsch der Warschauer-Pakt-Armeen in die Tschechoslowakei im August 1968. Am 13. November 1964 wurde ein neues Statut beschlossen, dessen Grundsätze in wesentlichen Punkten mit dem im Januar 1964 beschlossenen Programm der SED übereinstimmten. Arno von Lenski übernahm an diesem Tag den Vorsitz des Vereins nach Korfes’ Tod.
Am 1. Oktober 1971 wies Erich Honecker die Einstellung des Mitteilungsblattes der AeO an und leitete damit deren Auflösung ein. Auf der Jahresmitgliederversammlung am 26. November 1971 wurde einstimmig die Einstellung der Tätigkeit der Arbeitsgemeinschaft zum Jahresende beschlossen.